# Reazione (politica)
Un reazionario, nelle scienze politiche, è una persona o entità che sostiene il ritorno ad un precedente assetto storico e politico storicamente superato. È un termine riferito a chi si oppone ad ogni progresso, riforma e innovazione. È tipico di diverse politiche di destra e nell'uso popolare, la parola reazionario, è comunemente usata per riferirsi a una posizione altamente tradizionale, opposta al cambiamento sociale o politico.
Il termine nasce durante la Rivoluzione francese per descrivere i monarchici, sostenitori dell'Ancien Régime e del mantenimento del sistema feudale e dei privilegi dell'aristocrazia. È stato ed è tuttora utilizzato anche dalla sinistra marxista con significato spregiativo per quanti si oppongono alle forze rinnovatrici o rivoluzionarie. Tuttavia non mancano utilizzi positivi del termine.

## Storia

### Durante la Restaurazione
Il termine entrò nell'uso a partire dalla caduta di Napoleone per indicare quelle frange ultraconservatrici, dette appunto "reazionarie", che, nel clima della Restaurazione, intendevano riportare l'Europa all'Ancien Régime, spesso con l'ausilio dei clericali, contrastando qualsiasi spinta al progresso anche in campo culturale e civile.
Punta ad annullare le conseguenze indotte da movimenti che considera negativi, nella fattispecie la Rivoluzione francese.
L'assetto socio politico è un assetto dettato dalla storia e non può essere mutato per fini individuali. L'uomo non può mutare a suo piacimento l'ordine delle cose: anche l'ordinamento politico è dato dalla storia (in quanto frutto dell'accumulazione di esperienze) e non può essere mutato. Il potere non è creazione umana ma divina, il sovrano è il rappresentante in terra di Dio e dovrà rispondere esclusivamente a lui (assolutismo).
I reazionari insistono sull'antindividualismo, le strutture della comunità sono più importanti della singola persona: tali strutture sono configurate secondo un modello piramidale, non è vero che siamo tutti uguali ed è la natura stessa a dircelo; è giusto che chi è più dotato stia ai vertici della piramide.
Il reazionarismo fa molta leva sull'argomento religioso: alleanza trono-altare, si aiutano vicendevolmente a governare la cosa pubblica.
Si definisce "reazionario" l'individuo che lotta per mantenere o ripristinare forme politiche precedenti alle riforme che vive.
Tra i paladini del pensiero reazionario furono Joseph de Maistre, Louis de Bonald, Juan Donoso Cortés, Luigi Taparelli d'Azeglio e Monaldo Leopardi, padre di Giacomo Leopardi.

### XIX e XX secolo
Alla fine del XIX secolo ritornano in auge le idee reazionarie dando vita ad una sorta di “nuovo reazionarismo”.
Il movimento reazionario di inizio del XX secolo continua ad essere ostile alla democrazia e ad essere convinto che l'ordine sociale collettivo debba considerarsi più importante del ruolo individuale; si concretizza, però, un nuovo protagonista politico: la massa. Importanti esponenti di questo ritorno reazionario sono Heinrich von Treitschke e Maurice Barrès.
I nuovi reazionari puntano sui sentimenti di appartenenza alla comunità e alla nazione in contrapposizione alle altre nazioni e a chi non appartiene alla propria identità nazionale.
Soprattutto in Francia e Germania l'antisemitismo funge da ulteriore collante per le idee nazionalistiche che sostengono che l'ebreo non sia intimamente legato alla nazione in cui vive, che non gli stia a cuore il destino della nazione ma solo quello dell'internazionalismo ebraico. Allo stesso modo ai socialisti viene rimproverato di essere esclusivamente interessati all'internazionalismo socialista.

## Nelle diverse ideologie e correnti

### Fascismo e nazismo
Molto spesso, fascismo e nazismo sono stati definiti dai loro detrattori come movimenti reazionari.
Ma per scavare più a fondo nel rapporto tra reazione e i regimi fascisti e nazisti, bisogna analizzare il concetto di corporativismo statalista di tipo fascista (diverso da quello cristiano pre-moderno non statalista, sebbene sotto il rigido controllo delle leggi morali imposto dalle gerarchie ecclesiastiche): il corporativismo infatti è l'applicazione economica dell'ideale anti-egualitario che lo stesso Julius Evola proponeva e lodava in società antiche socialmente gerarchizzate quale quella romana (patrizi, plebei e schiavi), egiziana (faraone, visir, sacerdoti, nobili, scribi, artigiani e schiavi) ed indiana (Brahmin, Kshatriya, Vaishya, Sudra e Intoccabili). Il corporativismo fascista e nazista, pur con le dovute differenze, tendeva a gerarchizzare molto l'apparato produttivo.
Da questa citazione si può evincere il disprezzo che Julius Evola nutriva per le scienze positive, che hanno portato progresso materiale e sociale alla società:
("Cavalcare la tigre" Julius Evola)
Anche il reazionario antisemita Léon Degrelle, grande ammiratore di Hitler, è scettico nei confronti del benessere e del progresso:
Per non parlare, infine, dell'opinione che Adolf Hitler aveva dell'uguaglianza tra gli individui (prodotto del progresso sociale, a sua volta determinato dal progresso tecnico e scientifico).
"Di quando in quando i giornali illustrati mettono sotto gli occhi del borghesuccio tedesco che qua o là, per la prima volta, un negro è diventato avvocato, insegnante, magari pastore, addirittura tenore drammatico o alcunché di simile. Mentre la sciocca borghesia, stupita, prende conoscenza di un così prodigioso addestramento, piena di rispetto per questo favoloso risultato della pedagogia moderna, l'ebreo sa costruire molto furbescamente con ciò una nuova prova della giustezza della sua teoria dell'eguaglianza degli uomini, da inculcare ai popoli. Questo depravato mondo borghese non sospetta che si tratta qui in verità di un peccato contro ogni ragione; che è una pazzia criminale ammaestrare una mezza scimmia fino al punto di credere di averne fatto un avvocato, mentre milioni di appartenenti alla più alta razza civile devono restare in posizioni completamente indegne [...]".
Possiamo concludere che il nazismo, il rexismo belga e, per alcuni versi, il fascismo italiano, pur non essendo reazionari in senso completo, recavano anche caratteri reazionari e avversi al progresso scientifico perché, almeno in teoria e in alcune loro componenti (non maggioritarie, sebbene cruciali negli apparati di regime, quali il misticismo proprio di Hitler ed Himmler o l'avversione di Walter Darré per la civiltà industriale), disprezzavano il progresso scientifico, sociale e di tutto ciò che comportano (l'uguaglianza, la democrazia e i diritti civili), attribuendo il presunto decadimento spirituale della modernità alle "scienze positive" (assimilandole erroneamente con il mercato ed il consumismo). Ovviamente, la competizione internazionale con paesi iper-civilizzati ha indotto il nazismo ed il fascismo a sviluppare forti apparati produttivi e forte investimento nella scienza.

Frasi anti-reazionarie di Mussolini, che attaccavano il concetto di "reazione" in quanto "tradizionalismo", sono figlie della natura "rivoluzionaria" originaria di tipo socialista del movimento, ma esse non negano gli elementi reazionari interni al regime: 
(Dichiarazione di guerra, 10 giugno 1940)
(Mussolini a Rodolfo Graziani, 27 giugno 1944)

## Seconda metà del XX secolo

### La reazione dialettica
Nella seconda metà del ventesimo secolo si è venuto affermando un nuovo modo di intendere il concetto e la realtà della reazione non solo nel campo filosofico, ma anche in quello politico ad opera del filosofo Antonio Cammarana (Acate, 17-12-1947), che, con il saggio di filosofia politica “Teorica della reazione dialettica – Filosofia del postcomunismo” (1976), vuole dimostrare come “non l’azione, ma la reazione, nel campo spirituale e da questo a tutti gli altri campi, sia la molla propulsiva del progresso e della vita universale e come una dialettica della reazione sia lo svolgimento dell’azione, che segue la reazione come atto spirituale”.
Nel Prologo del saggio dal titolo “Il ponte degli asini”, Antonio Cammarana afferma:
“Il concetto dell’azione come antecedente (prius) e condizionante e della reazione, uguale e contraria all’azione, come conseguente (posterius) in opposizione, illazionato gratuitamente nell’adagio dell’azione che fa da cominciamento e della reazione come termine ultimo dello svolgimento dell’azione (barriera valicabile e non) e inizio del cammino a ritroso (di ogni cammino a ritroso) o annullamento (via e ricerca della via dell’annullamento) degli effetti di un movimento rivoluzionario o di un mutamento qualsiasi (ogni movimento rivoluzionario, ogni mutamento qualsiasi), ha dominato e continua a dominare, come logica dell’azione e della reazione o mito del bene e del male, i campi del sapere in cui sia passibile di applicazione.
Nel campo politico l’azione è stata sinonimo di trasformazione. Chi agisce opera nel mondo, chi reagisce cerca di frenare l’opera dell’uomo nel mondo. E dal momento che il termine reazione ha assunto la significazione non dello stimolo e del richiamo all’azione, ma dell’arresto dell’azione (di ogni azione) volta al cambiamento del mondo, reazione ha indicato sempre più interruzione e mortificazione dell’azione. L’identificazione, poi, sempre più frequente del termine reazione con il termine conservazione, ha avallato questa legge estendendola al terreno spirituale, ossia al dominio del pensiero. Il reazionario viene così posto sul terreno del conservatore, detentore di qualcosa, di poco conto, di gran conto, del privilegio, piccolo, grande, ad ogni costo, a tutti i livelli. Si sono così capovolti i termini del discorso (di ogni discorso) sull’uomo, sul mondo, sul destino dell’uomo nel mondo, ed è venuto alla fine un discorso dapprima mordente, in seguito fiacco, alla fine scialbo che, esauriti tutti i suoi temi, muove più per conformismo che per effettivo valore spirituale”.
La reazione come concetto e realtà diviene “l’oggetto più degno di una filosofia veramente attuale” nel pensiero di Armando Plebe, anche se, come dice Plebe, “una facile statistica troverebbe più numerosi gli individui disposti a confessare d’avere violentato entrambe le nonne (anche se non è vero) di quelli disposti ad affermare di essere reazionari”.
Secondo Plebe la reazione è:
1) come struttura teorica, “il periodico ritorno della filosofia, che invita gli uomini alla conoscenza del proprio destino, che non è quello del cane legato al carro, che vi corre dietro, come fanno i rivoluzionari, né quello di lasciarsi trascinare dal carro e guaire come fanno i conservatori”;
2) come figura di valore morale, “l’esplicazione delle tecniche e finalità con cui l’uomo può liberarsi dagli automatismi condizionanti le sue azioni, sia nei confronti di se stesso che degli altri uomini”.
Con ciò Plebe dà realtà concreta e dignità al concetto e alla realtà della reazione, ponendo l’uomo come valore pensante capace di liberarsi dalla logica del sistema (di ogni sistema) e dal livellamento marxista della cultura.
Ma, con Plebe, “la reazione è ancora reazione logica, reazione come assunzione della realtà che sta di fronte a noi, ove la reazione è dialettica, movimento, esplicazione”; non solo, ma anche “atto spirituale, primigenio e riflesso, di scelta e di coraggio, che si compone, ogni giorno, nell’accettazione della vita e della condizione di vita come realtà e nella trasformazione della realtà come vita dell’uomo”.
L’impegno dell’uomo nel mondo è, infatti, una continua reazione dialettica al mondo com’è di fatto, per realizzarlo com’è nel pensiero o il pensiero. Il mondo statico immutabile astratto non è mai esistito da quando l’uomo, nel mondo, reagisce al mondo e lo trasforma nel pensiero (idealmente) e con l’azione del pensiero nella realtà (realmente). “Ogni atto non reattivo al mondo è conformativo al mondo. L’uomo e il mondo sono l’eterna reazione dell’uomo al mondo”.
La reazione, allora, secondo Antonio Cammarana, è “una dialettica del processo attraverso cui l’uomo accetta l’esistenza della realtà e della sua condizione di uomo e s’impegna nella trasformazione della medesima. Essa sfocia nel rivoluzionamento della realtà e in un procedimento in cui l’uomo si eleva al piano di un divenire sempre più assoluto e unificatore della realtà in movimento. Esiste, infatti, una realtà qual è di fatto e, in noi, una realtà quale vorremmo che fosse. Il punto di partenza è ancora una tesi (mondo), ma l’antitesi (l’uomo) si è arricchita dei postulati di ogni sano idealismo e di una concreta visione realistica della vita. La sintesi, nel presente in cui si realizza, non potrà non essere il risultato, sempre provvisorio e mai definitivo, di uno scontro interiore (nel pensiero) e frontale (nella realtà), che si perpetua in ogni presente della vita. La non definitività del risultato, la sua provvisorietà, lo sforzo reale dell’uomo volto a concretare un mutamento definitivo mostrano l’esistenza in sé e la presenza, in noi, di una realtà che si vorrebbe che fosse e che noi facciamo essere nello scontro che si realizza”.